# Lesbia Venner Keogh
Lesbia Venner Keogh (9 d'abril de 1891 - 5 de juliol de 1927) va ser una poetessa, novel·lista i activista política australiana.

## Primers anys
La poetessa Lesbia Venner Keogh va néixer el 9 d'abril de l'any 1891 a Brighton, Melbourne, Austràlia. El seu pare era un agent immobiliari casat amb Helen Beatrice Moore, vinculada al comte de Drogheda, una branca de l'aristocràcia irlandesa. L'any 1900 els Keogh van tenir problemes econòmics i el pare es va traslladar a l'oest d'Austràlia, on va començar a treballar de granger. Ella i els seus tres germans van ser criats per la seva mare. Lesbia es va educar a l'Escola Sacré Cœur de "Clifton", Malvern, Victoria; L'escola de Mary's Mount a Ballarat, Victoria;
La Lesbia va créixer sense la presència del pare, tal com reflecteix en un dels seus primers poemes:
For since no male                             Com que cap mascle
Has ruled me or has fed                   M’ha manat ni m’ha alimentat
I think my own thoughts                    Penso els meus propis pensaments
In my woman's head.                     En el meu cap de dona.
El nom de Lesbia, de tradició cristiana, li va posar la seva mare i acabaria sent profètic. Lesbia Venner Keogh va néixer amb problemes cardiovasculars congènits, i això la va obligar a restringir les seves activitats al llarg de la seva vida, i va ser la causa de la seva mort prematura. Educada a la localitat de Clifton en un convent de Glen Iris i posteriorment a un convent de Ballarat, Lesbia Vernner va rebel·lar-se contra el catolicisme acèrrim de la seva família.

## Activisme polític
L'any 1912 es va matricular a la Universitat de Melbourne per estudiar Dret, i va pagar-se els estudis com a entrenadora i professora d'art a escoles. L'any 1915, quan tenia 24 anys, va incorporar-se al grup del socialista Frederick Sinaclaire. Va ser una de les poques dones estudiants de la universitat i una de les poques oponents a la participació d'Austràlia a la Primera Guerra Mundial. Es va implicar en els moviments contraris a la guerra i al reclutament militar. En aquestes esferes va conèixer Guido Baracchi, fill de l'astrònom italià Pietro Barrachi, que afirmava que ella “per damunt de tot” l'havia ajudat a “trobar el camí cap al moviment revolucionari de la classe obrera”, es va graduar el 1916.
Un cop graduada, Lesbia va decidir anar a treballar a una fàbrica, perquè creia que aquest tipus de feina tenia un propòsit social més elevat. Des de joveneta va mantenir relacions amoroses i sexuals amb homes i dones per igual, d'aquí que no tingués “pressa” per publicar la seva poesia: la bisexualitat era massa revolucionària fins i tot pels cercles revolucionaris en què ella es movia. Els seus poemes descrivien els companys treballadors, la desolació per la pèrdua de soldats australians a la Gran Guerra Europea, les seves experiències. A mig camí del que es considera literatura popular i “alta” literatura, Venner Keogh (Harford un cop casada) mai no es va preocupar de consolidar una noció de cultura nacional australiana.
Ours was a friendship in secret, my dear,                      La nostra era una amistat en secret, estimat
Stolen from fate. Robada del destí.
I must be secret still, show myself calm                          He de seguir callada, mostrar-me serena
Early and late. Tard i d'hora.
“Isn't it sad he was killed!” I must hear                          “No és trist, que el matessin!”, he de sentir
With a smooth face. Amb una cara plàcida
“Yes, it is sad.” — Oh, my darling, my own,                “Sí, és trist” — Oh, amor meu, el meu,
My heart of grace. El meu cor de gràcia.
En les poesies de temàtica amorosa, el jo poètic de Lesbia està en conflicte per la dificultat de combinar el desig de desitjar i ser desitjada amb el desig de mantenir-se forta i lliure.
I lie in the dark                                                     M’estiro en la foscor
Grass beneath and you above me,                     Gespa sota meu i tu damunt meu,
Curved like the sky,                                             Encorvat com el cel,
Insistent that you love me. Insistent amb que m’estimes.
But the high stars                                                 Però les estrelles altes
Admonish to refuse you                                       M’aconsellen que et refusi
And I’m for the stars                                            I jo soc per a les estrelles
Though in the stars I lose you. Tot i que en les estrelles et perdo.

## Obra poètica i últims anys de vida
Bona part de la seva obra poètica data dels temps en què va treballar al sector tèxtil, i els poemes reflecteixen la seva creixent solidaritat amb els companys treballadors i el sentiment d'antagonisme envers els explotadors. Tot i el seu tarannà i la seva ploma esquerranosa i revolucionària, mai no es va centrar a parlar dels aborígens australians com a oprimits víctimes del colonialisme: la seva compatriota i també poetessa Judith Wright, en canvi, sí que va fer-ho.
Today is rebels' day. And yet we work –         Avui es el dia dels rebels. I tot i així treballem,
All of us rebels, until day is done,                   tots nosaltres els rebels, fins que s'acaba el dia
And when the stars come out we celebrate   i quan les estrelles surten a celebrar
A revolution that’s not yet begun. una revolució que encara no ha començat
[...]

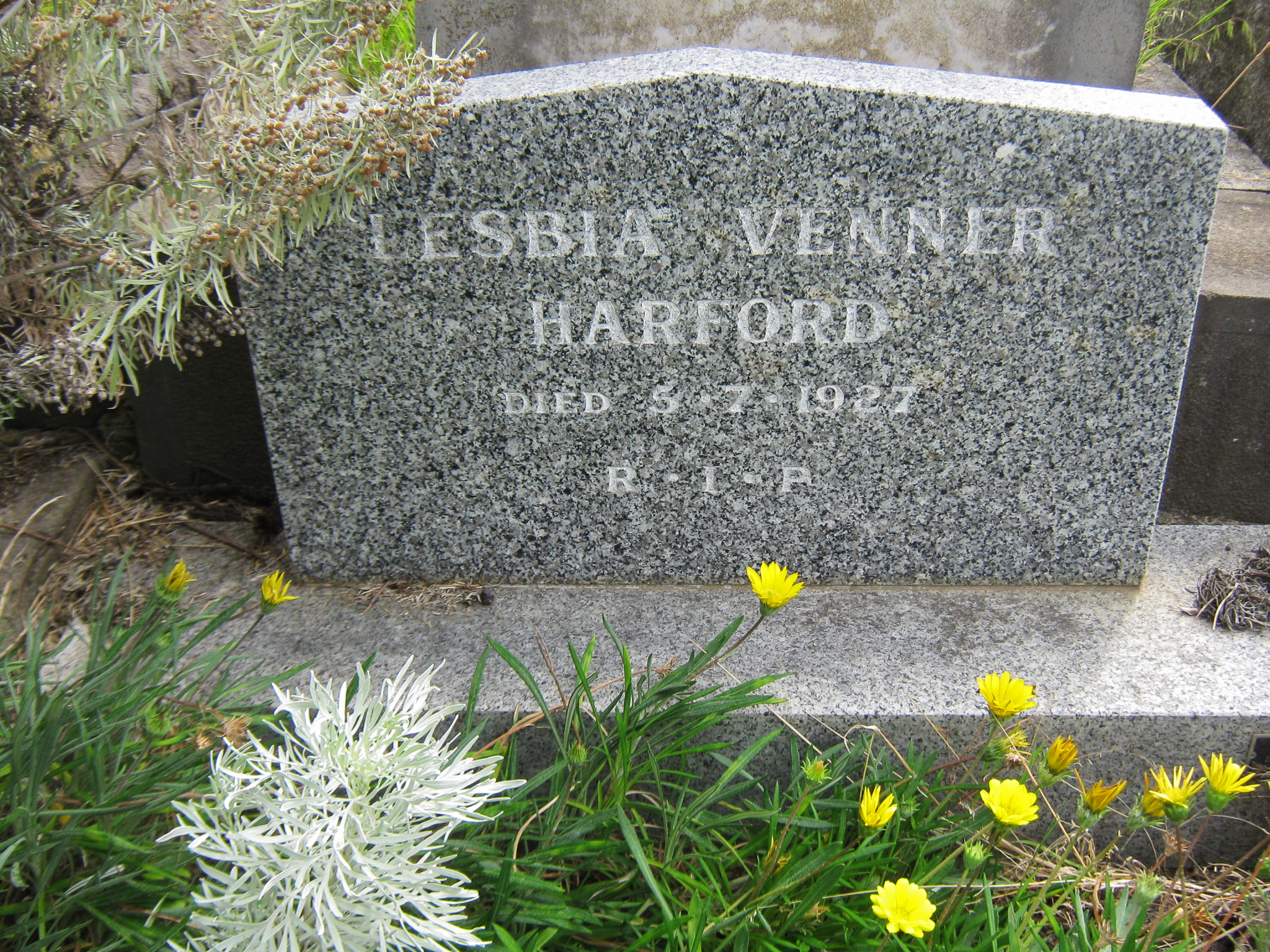
Tomba de Lesbia Venner Keogh al Kew Cemetery, Melbourne.

Lesbia Venner Keogh es va involucrar en política sindical i es va unir als Treballadors Industrials del Món (Industrial World Workers, IWW) igual que va fer el seu germà metge Esmond. Poc més tard va traslladar-se a Sydney, on visqué amb companys de la IWW. A Sidney, va alternar la seva feina a la fàbrica i amb els estudis de Dret a la universitat mentre la salut li permetia, i el 23 de novembre del 1920 es va casar amb l'artista Patrick John O'Flaghartie Fingal Harford, company de la IWW. Convertida en Lesbia Harford, ella i el seu marit van tornar a Melbourne, on ell va entrar a treballar a Brooks Robinson amb el també artista escocès William Frater i va fundar el moviment post-impressionista de Melbourne. Durant molts anys, Lesbia va patir tuberculosi.
Va morir a l'hospital el 5 de juliol del 1927, als 36 anys. Està enterrada al cementiri de Boroondara, sovint anomenat cementiri de Kew, és un dels cementiris més antics de Victoria, Austràlia., situat a Kew, un suburbi de Melbourne.
En el moment de la seva mort encara no havia tingut temps de completar, tal com ella volia, els seus estudis de dret. La Lesbia transcrivia els poemes a mà en llibretes personals i cantava la majoria dels seus poemes amb música composta per ella mateixa. Ensenyava la seva obra a amics o per carta, però no va ser publicada fins al maig del 1921, any en què va aparèixer a la publicació Birth, el diari del Club Literari de Melbourne. La seva obra va suscitar molt d'interès i Percival Serle va incloure alguns dels seus poemes a Una Antologia Asutraloasiàtica (Sydney, 1927).
Lesbia no es refiava dels editors, i explicava que "no tenia pressa per ser llegida". Un cop morta, totes les seves llibretes va anar a parar a mans del seu pare, per un temps es va creure que van quedar destruïdes quan un incendi va cremar la casa del vell, però sembla que això no és del tot cert. No existeix cap col·lecció completa de la seva antologia poètica.